# Острожок
Острожо́к — село в Україні, у Баранівській міській громаді Звягельського району Житомирської області. Населення становить 592 осіб.

## Історія
У 1906 році — село Рогачівської волості Новоград-Волинського повіту Волинської губернії. Відстань від повітового міста 22 версти, від волості 2. Дворів 256, мешканців 1289.
У 1923—54 роках — адміністративний центр Острожецької сільської ради Баранівського району.
27 липня 2016 року село увійшло до складу новоствореної Баранівської міської територіальної громади Баранівського району Житомирської області. Від 19 липня 2020 року, разом з громадою, в складі новоствореного Новоград-Волинського (згодом — Звягельський) району Житомирської області.

## Відомі люди
- Коростинський Олександр Віталійович (1985—2014) — солдат Збройних сил України, учасник російсько-української війни.
- Лавренчук Тетяна Вікторівна (1993) — українська борчиня вільного стилю, бронзова призерка чемпіонату Європи, срібна призерка Європейських ігор.
- Панчук Дмитро Оксентович (* 1941) — головний редактор газети «Житомирщина».